# Ölbő
Ölbő [elbé] je obec v Maďarsku v župě Vas, spadající pod okres Sárvár. Nachází se v blízkosti dálnice M86, asi 10 km severozápadně od Sárváru, 21,5 km severovýchodně od Szombathely a asi 203 km jihozápadně od Budapešti. V roce 2024 zde žilo 683 obyvatel.
První písemná zmínka o vesnici pochází z roku 1274. Současná obec vznikla v roce 1890 sloučením do té doby samostatných obcí Kisölbő a Nagyölbő.
Přes Ölbő prochází vedlejší silnice 8446, která jej spojuje s obcí Szeleste a vesnicí Rábasömjén (součást Sárváru). Nachází se zde římskokatolický kostel svatého Mikuláše. Jižně od Ölbő je kempová osada vedle několika jezer vzniklých povrchovou těžbou. V obci se nacházel závod na výrobu oxidu uhličitého.

## Sousední obce
| Růžice kompasu | Szeleste | Pósfa  |          | Růžice kompasu |
| Růžice kompasu |          | Sever  | Rábapaty | Růžice kompasu |
| Růžice kompasu | Ölbő     |        | Rábapaty | Růžice kompasu |
| Růžice kompasu | Jih      |        | Rábapaty | Růžice kompasu |
| Růžice kompasu | Vát      | Csénye | Sárvár   | Růžice kompasu |